# João Rodrigues (wielrenner)
João Rodrigues (Faro, 15 november 1994) is een Portugees wielrenner. Hij werd in 2022 voor zeven jaren geschorst wegens onjuistheden in zijn biologische paspoort en hij was in bezit van verboden middelen. Meerdere ploeggenoten zijn ook geschorst en de wielerploeg waar hij voor reed, W52-FC Porto, werd opgedoekt.

## Belangrijkste overwinningen
2017
Bergklassement Ronde van Castilië en León
2019
5e etappe (ITT) Ronde van Alentejo
Eindklassement Ronde van Alentejo
4e en 10e (ITT) etappe Ronde van Portugal
Eindklassement Ronde van Portugal
2021
Eindklassement Ronde van de Algarve
Alarcón · Caldeira · Carvalho · Freitas · Mestre · Perez · Reis · Rodrigues · Sánchez · Silva · Veloso · Vinhas
Alarcón · Antunes · Caldeira · Carvalho · Ferreira · Freitas · Mestre · Perez · Rodrigues · Sánchez · Silva · Ucha · Veloso · Vinhas
Alarcón · Caldeira · Carvalho · César · Fernandes · Ferreira · Fonte · Freitas · Mestre · Rodrigues · Sánchez · Vinhas
Alarcón · Caldeira · Campos · Carvalho · Ferreira · Fonte · Magalhães · D. Mestre · R. Mestre · Pinto · Reis · Rodrigues · Sánchez · Silva · Veloso · Vinhas
Antunes · Caldeira · Campos · Ferreira · Magalhães · Mendes · D. Mestre · R. Mestre · Pinto · Rico · Rodrigues · Veloso · Vinhas
Antunes · Brandão · Caldeira · Campos · Fernandes · Magalhães · Mendes · D. Mestre · R. Mestre · Rodrigues · Vilela · Vinhas
Antunes · Brandão · Caldeira · Gonçalves · Fernandes · Magalhães · D. Mestre · R. Mestre · Mota · Rodrigues · Vilela · Vinhas